# Jan Masiel
Jan Tadeusz Masiel (ur. 28 marca 1963 w Siemiatyczach) – polski polityk, psycholog, filolog, działacz polonijny, przedsiębiorca, poseł do Parlamentu Europejskiego VI kadencji.

## Życiorys
W 1987 ukończył psychologię na Katolickim Uniwersytecie Lubelskim, po czym podjął nieukończone ostatecznie studia doktoranckie na tej uczelni. W 1997 ukończył studia podyplomowe na Uniwersytecie Katolickim w Louvain-la Neuve. Uzyskał także dyplom z języka francuskiego w Alliance Française w Brukseli w 1993 oraz certyfikat z psychoterapii w 1997. Pracował w zawodzie psychoanalityka, a następnie prowadził w Belgii działalność gospodarczą o profilu doradczym. Był także tłumaczem przysięgłym w sądzie w Brukseli. W 2000 podjął współpracę z Radą Polaków w Belgii.
W 2004 wstąpił do Samoobrony RP. W eurowyborach w tym samym roku, otrzymawszy 24 202 głosów, zdobył z jej listy mandat deputowanego w okręgu wielkopolskim. W Parlamencie Europejskim należał do frakcji Unia na rzecz Europy Narodów. Zasiadał w Komisji Zatrudnienia i Spraw Socjalnych. Był członkiem komitetu wyborczego Andrzeja Leppera jako kandydata w wyborach prezydenckich w 2005.
W październiku 2007 przeszedł z Samoobrony RP do PSL „Piast” (późniejszego Stronnictwa „Piast”) i został pełnomocnikiem wojewódzkim tej partii.
W 2008 był jedną z osób znajdujących się w zaatakowanym hotelu podczas zamachu terrorystycznego w Mumbaju.
W wyborach europejskich w 2009 nie ubiegał się o reelekcję, a w 2014 jako bezpartyjny bez powodzenia kandydował z listy Prawa i Sprawiedliwości.